# 노구치 히데요
노구치 히데요(일본어: 野口 英世, 1876년 11월 9일 ~ 1928년 5월 21일), 아명 노구치 세이사쿠(일본어: 野口 清作)는 일본의 세균학자로, 매독 병원체인 스피로헤타를 발견했다. 영전은 정5위·훈2등·욱일중광장이다. 교토 대학 의학박사, 도쿄 대학교 이학박사 등의 학위를 가지고 있으며, 브라운 대학교 명예이학박사, 예일 대학교 명예이학박사, 파리 대학교 명예의학박사, 산 마르코스 대학교 명예교수·명예이학박사, 에콰도르 공화국 육군 명예군의감·명예 대령 등의 직함을 받았다.

## 어린 시절
노구치 세이사쿠는 메이지 9년(1876년)에 후쿠시마현의 이나와시로에서 태어났다. 그는 2살이 되었을 때 이로리로 떨어져 왼손에 심각한 화상을 입었다. 작은 마을에는 따로 의사가 없었고, 왼손의 손가락들이 거의 문드러지고 말았다.
메이지 16년(1883년)에 노구치는 미츠와 초등학교에 들어갔다. 학교의 고바야시 선생과 학우들의 도움으로 노구치는 왼손에 수술을 받아 기능성의 70% 정도를 회복하게 되었다. 노구치는 의사가 되어 사람들을 돕겠다고 결심하고 자기 손을 수술해 준 와타나베 카나에(일본어: 渡部鼎)박사의 도제가 되었다. 그는 현 일본 의과 대학인 제생학사(濟生學舍)에 입학하여 메이지 30년(1897년)에 스무 살의 나이로 의사 자격 시험에 통과했다. 노구치는 훌륭한 재능을 보였으며 모리노스케 치와키 박사에게 연구를 지원받았다. 1898년에 노구치는 한 소설에서 자기와 같은 이름의 의사 이야기를 읽었는데, 그 소설의 노구치 세이사쿠는 훌륭한 기술을 가졌지만 게으름 끝에 인생을 망친다고 되어 있었다. 이에 노구치는 이름을 "히데요"로 개명하였다.

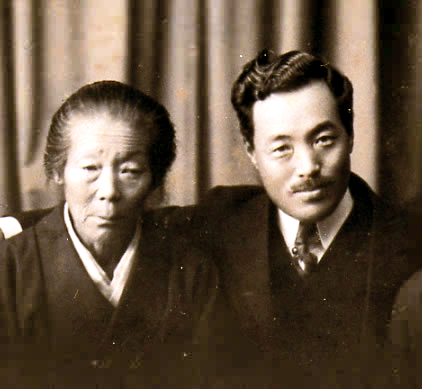
노구치 히데요와 어머니 노구치 시카.

## 경력

### 미국에서의 공부
1900년에 노구치는 미국으로 건너가 펜실베이니아 대학교의 사이먼 플렉스너 박사의 조수로 취직, 이후 록펠러 의학 연구소에 들어갔다. 이 기간동안 노구치는 행복한 생활을 보냈다. 이 당시 노구치는 독사를 연구하고 있었다. 사실 노구치의 연구는 일본에서 의사직을 얻기 어려웠던 것이 한 동기부여가 된 바 있다. 부자유스러운 왼손이 환자들에게 영향을 끼칠까봐 취직이 되지 않았는데, 연구직에서는 신체장애가 별 문제가 되지 않았기 때문이다. 이때 플렉스너의 연구실에서 함께 일했던 동료 조수들 중에는 1912년 노벨 생리학·의학상을 수상한 알렉시 카렐(Alexis Carrel)도 있었다. 노구치 본인 역시 1913년, 1914년, 1915년, 1920년, 1921년, 1924년, 1925년, 1926년, 1927년까지 꾸준히 노벨 생리의학상 후보로 올랐다.

### 매독연구
록펠러 연구소에서 근무하던 중인 1913년, 노구치는 진행성 마비 환자의 뇌에서 매독을 일으키는 스피로헤타균, 트레포네마 팔리디움(Treponema pallidum)을 발견하여 이것이 그 병의 원인이라는 것을 밝혀냈다. 노구치의 이름은 다른 스피로헤타, 렙토스피라 노구치(Leptospira noguchii)의 학명에 붙여져 기려지고 있다. 하지만 노구치의 매독 연구에는 한가지 오점이 남았는데, 인체 실험이 그것이다. 노구치는 1911년과 1912년에 투베르쿨린 검사와 유사한 매독 검사를 연구하고 있었다. 노구치는 뉴욕의 병의원들에서 피실험자들을 모아 피실험자들의 팔에 추출한 매독균을 주사했다. 피실험자들 중에는 2살에서 18살의 미성년자들도 있었고, 당시 비평가들은 노구치가 고아들과 환자들의 인권을 침해했다고 비난했다. 결국 노구치는 실험 결과 아동 피실험자들 중 일부의 부모들에게 고소를 당했다.

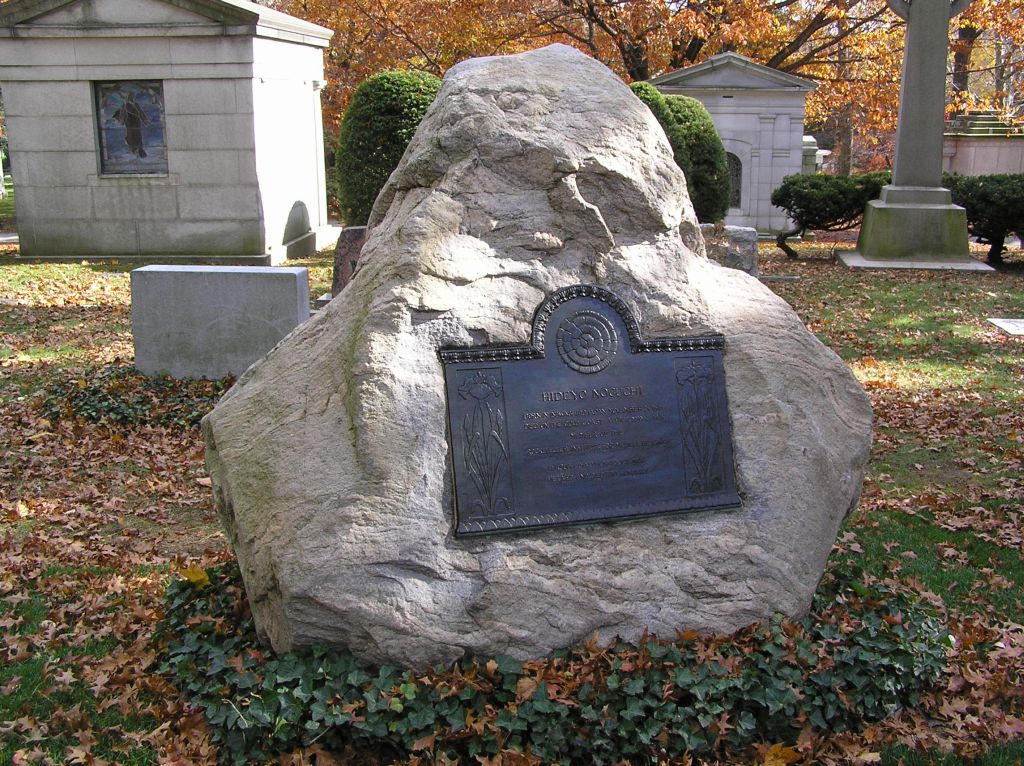
브롱크스에 있는 노구치의 묘.

### 해외연구
1918년, 노구치는 황열병와 오로야열, 소아마비, 그리고 트라코마의 백신을 연구하기 위해 중앙아메리카와 남아메리카의 광대한 지역을 돌아다녔다. 에콰도르에 체류하는 동안 에콰도르 군에서는 노구치에게 명예 대령 지위를 수여했다. 1928년, 노구치는 황열병이 바이러스가 아니라 스피로헤타 때문에 발병한다는 자기 이론을 검증하기 위해 아프리카로 향했다. 가나의 아크라에서 연구하던 도중, 노구치는 황열병에 걸려 1928년 5월 21일에 52세의 나이로 숨을 거두었다. 그의 유언은 "난 이해할 수가 없어"(I don't understand)였다고 한다.

## 논란
사후 그의 연구들이 재검토된 결과 소아마비, 광견병, 트라코마, 황열병의 병원체를 발견했다는 그의 주장들은 증명되지 못하였고, 사이먼 플렉스너 박사에게 그가 초청을 받아 미국으로 건너갔다는 기존의 통설도 거짓이며, 실제로는 그가 무작정 플렉스너를 찾아가 채용해 줄 것을 요구한 것으로 밝혀졌다.

## 기념

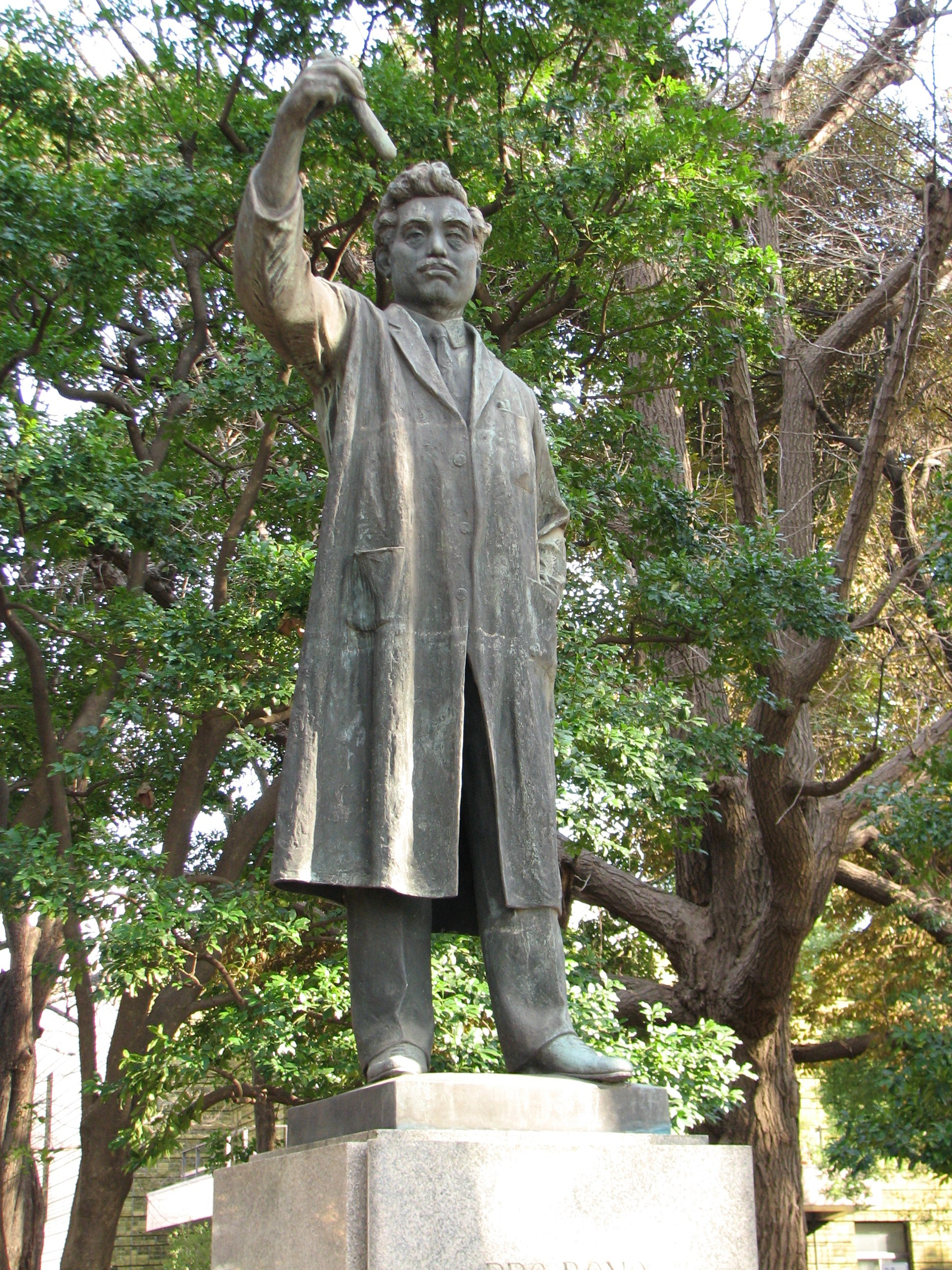
우에노 공원에 세워진 노구치 히데요 동상.

헤이세이 16년(2004년) 이후에 발행된 일본 은행의 1000엔 지폐의 초상 인물로, 이전 인물 나쓰메 소세키의 후속 모델로 등장하였다. 후쿠시마현 이나와시로정과 도쿄도에는 노구치 히데요 기념관, 기념회관이 설치되어 있다. 나가노현 사쿠시의 가와무라 고조 기념관에도 조각가 가와무라 고조가 만든 노구치의 흉상이 있으며, 우에노 공원의 국립과학박물관에도 노구치의 동상이 세워져 있다.

## 참고 자료
- 『野口英世 知られざる軌跡 メリー・ロレッタ・ダージズとの出会い』 야마모토 아쓰코, 야마테 쇼보신샤, (1992년), ISBN 4841300430
- 『野口英世の妻』 이누마 노부코, 신진부쓰오라이샤 (1992년), ISBN 4404018940(1992년)
- 『背信の科学者たち』 윌리엄 프로드, 니콜라스 웨이드 씀, 화학동인 (1988년), ISBN 475980160X
- 『背信の科学者たち』 윌리엄 프로드, 니콜라스 웨이드 씀, 고단샤 (2006년), ISBN 4062575353- 위 책의 신판
- 『正伝 野口英世』 기타 아쓰시, 마이니치 신문사 (2003년), ISBN 9784620316154
- "Noguchi and His Patrons" by Isabel Rosanoff Plesset, Fairleigh Dickinson Univ Press (1980년), ISBN 0838623476
- 『朝日選書389 野口英世 』 나카야마 시게루 씀, 아사히 신문사 (1989년), ISBN 4022594896
- 『医聖 野口英世を育てた人々』, 小桧山六郎, 후쿠시마 민우 신문사 (2008년), ISBN 978-4897577043
- 『野口英世―少年期』, 노구치 히데요 기념회 (1988년)
- 『当世書生気質』, 쓰보우치 쇼요, 이와나미 분코, ISBN 978-4003100424
- 『野口英世 [改稿]』, 고이즈미 단, 이와나미 신쇼 (1939년)
- 『野口英世』 이사벨 R. 프레세트 씀, 나카이 히사오 일역, 마스야 요시히로, 세이와 쇼텐 (1987년 2월), ISBN 4791101545

## 같이 보기
- 펜실베이니아 대학교
- 세균학
- 매독
- 황열
- 후쿠시마현
- 화상
- 기타자토 시바사부로
- 존 D. 록펠러
- 이사무 노구치
- 록펠러 재단